# Klášter Royaumont
Klášter Royaumont je cca 30 km severně od hlavního města Francie Paříže u Asnières-sur-Oise v departementu Val-d'Oise.
Tento cisterciácký klášter pochází z roku 1228, kdy jej založil panovník Ludvík IX. Je dceřiným klášterem Citeaux.